# Chimay (Bier)

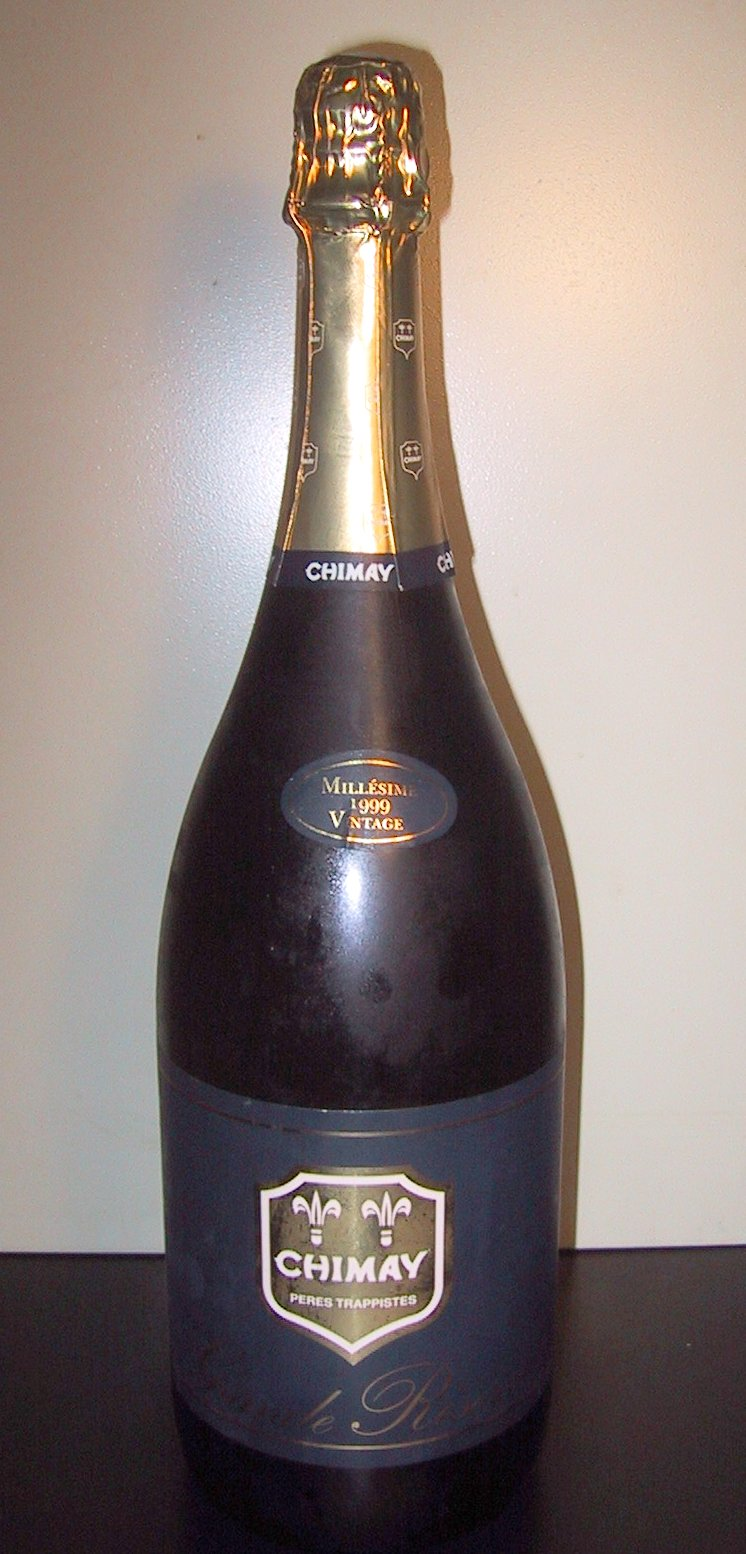
Chimay Magnumflasche

Chimay ist ein Trappistenbier, das in der Abtei Notre-Dame de Scourmont in Chimay in der belgischen Provinz Hennegau gebraut wird. 2018 produzierte die Brauerei Chimay rund 185.000 Hektoliter Bier. Die Flaschenabfüllung beträgt etwa 55.000 Flaschen pro Stunde. Chimay ist ungefiltert und nicht pasteurisiert. Chimay ist eines von rund zehn Bieren, die das Label Authentic Trappist Product tragen dürfen.

## Geschichte
1850 gründeten Mönche der Sankt Sixtus Trappistenabtei Westvleteren auf Bitte des Prinzen von Chimay die Zisterzienserabtei in Chimay (siehe auch Westvleteren Bier). Dort wird seit 1862 Chimay gebraut.

## Biersorten

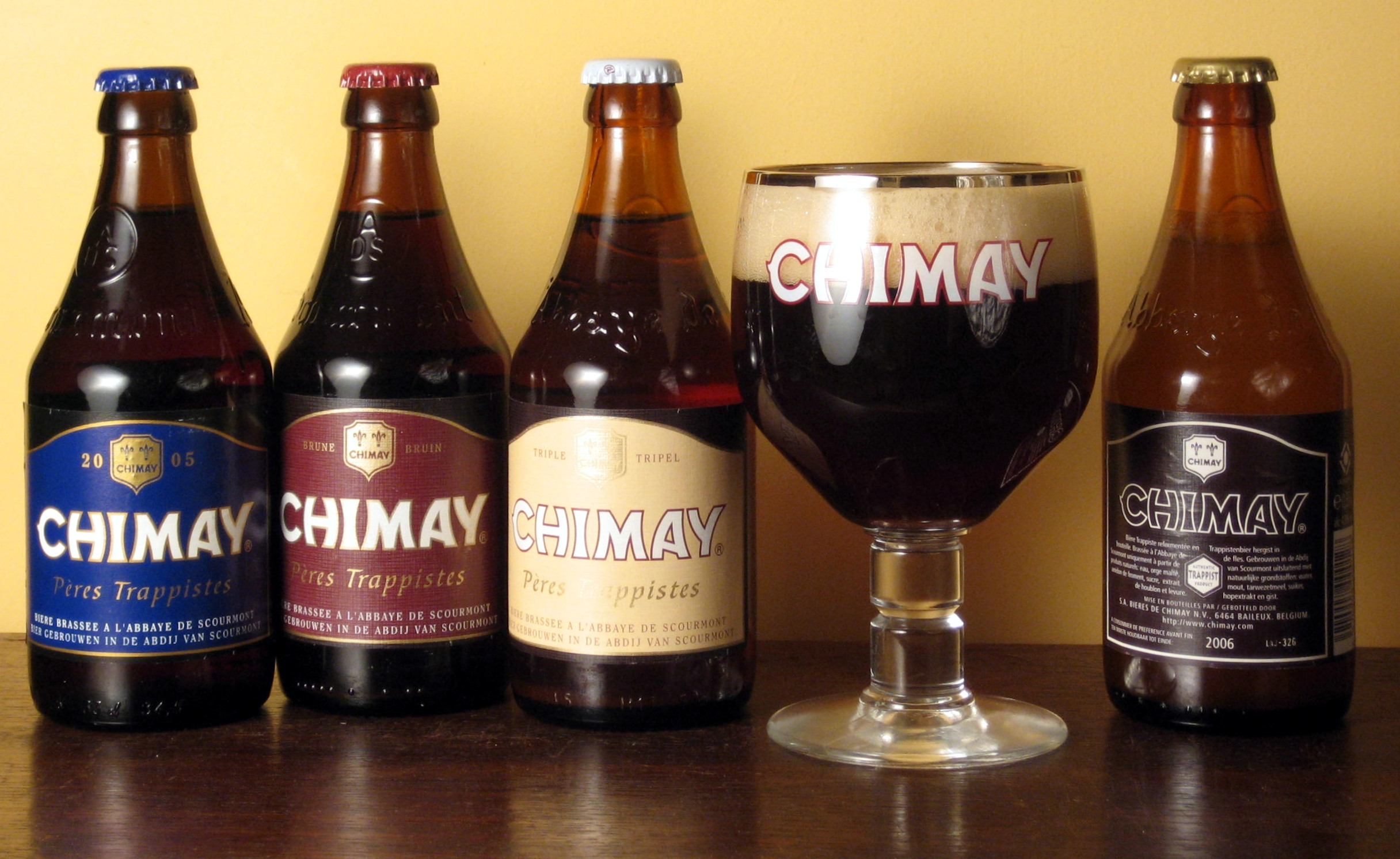
Chimay-Sorten

- Chimay dorée (Goldenes Chimay): ein blondes Tafelbier mit einem Alkoholgehalt von 4,8 %. Goldener Kronkorken, schwarzes Etikett. Man kann es ausschließlich in der Abtei oder in der benachbarten Herberge Poteaupré kaufen.[6]
- Chimay rouge (Rotes Chimay): ein Kupferfarbenes Bier mit einem Alkoholgehalt von 7 %. Chimay rouge gibt es in Flaschen von 33 cl und 75 cl. Roter Kronkorken, rotes Etikett. In der 75 cl Flasche Chimay Première genannt. Es ist das älteste der heutigen Chimaybiere. Es hat einen sanften, fruchtigen Geschmack. Das Bier sollte nicht länger als ein Jahr vor dem Verzehr gelagert werden.[7]
- Chimay triple auch Chimay blanche (Weißes Chimay): ein bernsteinfarbene Tripel mit einem Alkoholgehalt von 8 %. Chimay triple gibt es in Flaschen von 33 cl und 75 cl. Weißer Kronkorken, weißes Etikett. In der 75 cl Flasche Cinq Cents genannt.[8]
- Chimay 150: ein blondes Bier mit 10 % Alkohol. Grüner Kronkorken und grünes Etikett. Wurde 2012 als limitierte Edition zum 150. Jubiläum der Brauerei veröffentlicht, ist aber inzwischen regulär erhältlich in Flaschen mit 33 cl und 75 cl. Es ist das jüngste der heutigen Chimaybiere.[9]
- Chimay bleue (Blaues Chimay): ein dunkles Bier mit 9 % Alkohol. Chimay bleue gibt es in Flaschen von 33 cl, 75 cl, 1,5 Liter und 3 Liter. Blauer Kronkorken, blaues Etikett. In der 75 cl Flasche Grande Réserve genannt. Chimay bleue reift noch einige Jahre in der Flasche.[10]